# Sachicasaurus
Sachicasaurus vitae
Genre
Espèce
Sachicasaurus est un genre fossile de pliosaures de la sous-famille des Brachaucheninae (famille des Pliosauridae) connu du Barrémien de la formation de Paja, Cundiboyacense Altiplano dans les chaînes orientales colombiennes des Andes. Selon Paleobiology Database en 2025, ce genre est resté monotypique et l'espèce type et seule espèce est Sachicasaurus vitae.

## Historique
Le genre Sachicasaurus et l'espèce Sachicasaurus vitae sont décrits en 2018 par les paléontologues colombiens María Eurídice Páramo (d), Benavides-Cabra (d) et Ingry Esmirna Gutiérrez (d),.

### Étymologie
Le nom générique, Sachicasaurus, est la combinaison de Sáchica, la localité type de ce fossile, et de saurus qui dérive du grec ancien σαύρα, saúra, « lézard ».
L'épithète spécifique, du latin vitae, « vie », fait référence au dynamisme qu'a engendré la découverte de ce fossile au sein de cette communauté.

### Fossiles
Selon Paleobiology Database en 2024 il n'y a qu'une seule collection de fossiles référencée. Ces fossiles sont du Barrémien à l'Aptien du Crétacé inférieur, c'est-à-dire datés de 129,4 à 113 Ma avant notre ère.

## Description

Comparaison des tailles.

Sachicasaurus était un grand pliosaure, le spécimen type mesurant environ 10 m de long et pesant 17 tonnes. Le spécimen holotype, MP111209-1, a été trouvé en 2013 et est connu à partir d'un crâne presque complet et d'éléments postcrâniens, notamment un membre postérieur complet et diverses vertèbres. Les caractéristiques diagnostiques comprennent une symphyse mandibulaire très courte, un nombre réduit de dents mandibulaires (17 à 18 contre 25 à 40 chez les autres pliosauridés), des dents fines, entre autres caractéristiques. Avec une longueur préservée de 9,9 m (à laquelle il manque peut-être les vertèbres du bout de la queue), le spécimen est interprété comme un individu subadulte. C'est l'un des spécimens de pliosauridés les plus complets et les plus grands.

## Paléoenvironnement
Sachicasaurus est l'un des quatre pliosauridés de la formation Paja, les autres étant Acostasaurus, Stenorhynchosaurus, et Monquirasaurus. Il est également contemporain des élasmosauridés Callawayasaurus et Leivanectes, de la tortue marine Desmatochelys padillai, de la tortue Leyvachelys (famille des Sandowniidae) et des ichtyosaures ophtalmosauridés Muiscasaurus et Kyhytysuka,.

## Classification
Le cladogramme de la sous-famille Brachaucheninae ci-dessous est basée d'après Madzia et al. (2018) : 
|  | Megacephalosaurus                |
|  |                                  |
|  | 'Polyptychodon' (DORK/G/1-2)     |
|  |                                  |
|  | \| \| Brachauchenius \| \| \| \| |
|  |                                  |
|  | Brachauchenius                   |
|  |                                  |

|  | Brachauchenius |
|  |                |

|  | Megacephalosaurus                |
|  |                                  |
|  | 'Polyptychodon' (DORK/G/1-2)     |
|  |                                  |
|  | \| \| Brachauchenius \| \| \| \| |
|  |                                  |
|  | Brachauchenius                   |
|  |                                  |

|  | Brachauchenius |
|  |                |

|  | Megacephalosaurus                |
|  |                                  |
|  | 'Polyptychodon' (DORK/G/1-2)     |
|  |                                  |
|  | \| \| Brachauchenius \| \| \| \| |
|  |                                  |
|  | Brachauchenius                   |
|  |                                  |

|  | Brachauchenius |
|  |                |

|  | Megacephalosaurus                |
|  |                                  |
|  | 'Polyptychodon' (DORK/G/1-2)     |
|  |                                  |
|  | \| \| Brachauchenius \| \| \| \| |
|  |                                  |
|  | Brachauchenius                   |
|  |                                  |

|  | Brachauchenius |
|  |                |

|  | Megacephalosaurus                |
|  |                                  |
|  | 'Polyptychodon' (DORK/G/1-2)     |
|  |                                  |
|  | \| \| Brachauchenius \| \| \| \| |
|  |                                  |
|  | Brachauchenius                   |
|  |                                  |

|  | Brachauchenius |
|  |                |

|  | Megacephalosaurus                |
|  |                                  |
|  | 'Polyptychodon' (DORK/G/1-2)     |
|  |                                  |
|  | \| \| Brachauchenius \| \| \| \| |
|  |                                  |
|  | Brachauchenius                   |
|  |                                  |

|  | Brachauchenius |
|  |                |

|  | Megacephalosaurus                |
|  |                                  |
|  | 'Polyptychodon' (DORK/G/1-2)     |
|  |                                  |
|  | \| \| Brachauchenius \| \| \| \| |
|  |                                  |
|  | Brachauchenius                   |
|  |                                  |

|  | Brachauchenius |
|  |                |

|  | Megacephalosaurus                |
|  |                                  |
|  | 'Polyptychodon' (DORK/G/1-2)     |
|  |                                  |
|  | \| \| Brachauchenius \| \| \| \| |
|  |                                  |
|  | Brachauchenius                   |
|  |                                  |

|  | Brachauchenius |
|  |                |

|  | Megacephalosaurus                |
|  |                                  |
|  | 'Polyptychodon' (DORK/G/1-2)     |
|  |                                  |
|  | \| \| Brachauchenius \| \| \| \| |
|  |                                  |
|  | Brachauchenius                   |
|  |                                  |

|  | Brachauchenius |
|  |                |

|  | Megacephalosaurus                |
|  |                                  |
|  | 'Polyptychodon' (DORK/G/1-2)     |
|  |                                  |
|  | \| \| Brachauchenius \| \| \| \| |
|  |                                  |
|  | Brachauchenius                   |
|  |                                  |

|  | Brachauchenius |
|  |                |

|  | Megacephalosaurus                |
|  |                                  |
|  | 'Polyptychodon' (DORK/G/1-2)     |
|  |                                  |
|  | \| \| Brachauchenius \| \| \| \| |
|  |                                  |
|  | Brachauchenius                   |
|  |                                  |

|  | Brachauchenius |
|  |                |

|  | Megacephalosaurus                |
|  |                                  |
|  | 'Polyptychodon' (DORK/G/1-2)     |
|  |                                  |
|  | \| \| Brachauchenius \| \| \| \| |
|  |                                  |
|  | Brachauchenius                   |
|  |                                  |

|  | Brachauchenius |
|  |                |

|  | Megacephalosaurus                |
|  |                                  |
|  | 'Polyptychodon' (DORK/G/1-2)     |
|  |                                  |
|  | \| \| Brachauchenius \| \| \| \| |
|  |                                  |
|  | Brachauchenius                   |
|  |                                  |

|  | Brachauchenius |
|  |                |

|  | Megacephalosaurus                |
|  |                                  |
|  | 'Polyptychodon' (DORK/G/1-2)     |
|  |                                  |
|  | \| \| Brachauchenius \| \| \| \| |
|  |                                  |
|  | Brachauchenius                   |
|  |                                  |

|  | Brachauchenius |
|  |                |

|  | Megacephalosaurus                |
|  |                                  |
|  | 'Polyptychodon' (DORK/G/1-2)     |
|  |                                  |
|  | \| \| Brachauchenius \| \| \| \| |
|  |                                  |
|  | Brachauchenius                   |
|  |                                  |

|  | Brachauchenius |
|  |                |

|  | Megacephalosaurus                |
|  |                                  |
|  | 'Polyptychodon' (DORK/G/1-2)     |
|  |                                  |
|  | \| \| Brachauchenius \| \| \| \| |
|  |                                  |
|  | Brachauchenius                   |
|  |                                  |

|  | Brachauchenius |
|  |                |

### Publication originale
- [2018] (en) María Eurídice Páramo-Fonseca, Cristian David Benavides-Cabra et Ingry Esmirna Gutiérrez, « A new large Pliosaurid from the Barremian (Lower Cretaceous) of Sáchica, Boyacá, Colombia », Earth Sciences Research Journal, Université nationale de Colombie, vol. 22, no 4,‎ 1er octobre 2018, p. 223-238 (ISSN 1794-6190, 0121-2974 et 2339-3459, DOI 10.15446/ESRJ.V22N4.69916, lire en ligne). .